# Oasi di Macchiagrande
L'oasi di Macchiagrande è una riserva ecologica situata nei pressi dell'aeroporto di Fiumicino, tra Fregene e Focene, e gestita dal WWF Italia.
Collocata sul litorale laziale del Mar Tirreno, dal 1996 fa parte della riserva naturale statale Litorale Romano e ospita numerose specie di uccelli acquatici, tra i quali il germano reale, l'alzavola e il cormorano, e della macchia mediterranea. Presenti inoltre l'istrice, il coniglio selvatico e numerose testuggini comuni, animale simbolo dell'oasi.

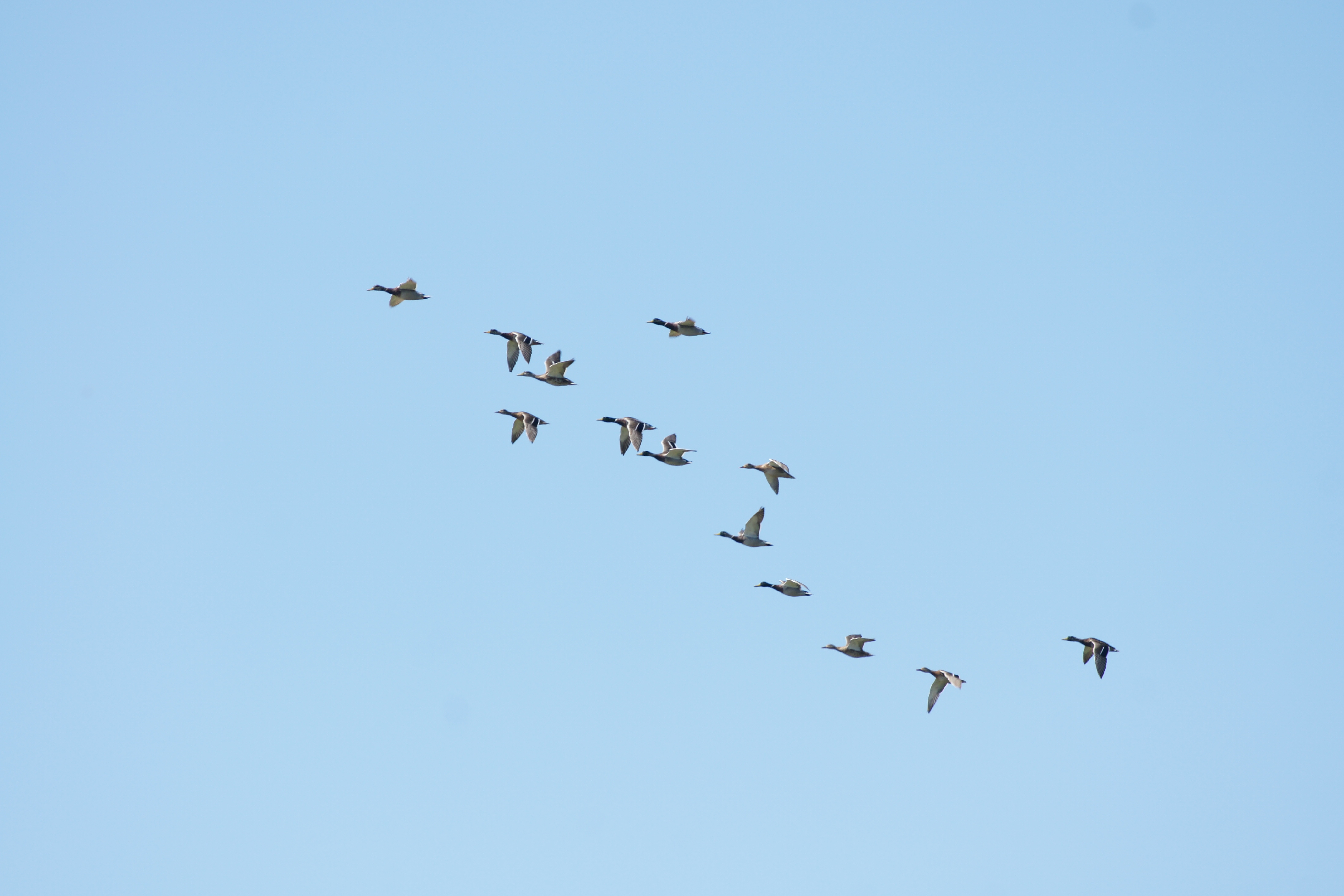
Avifauna
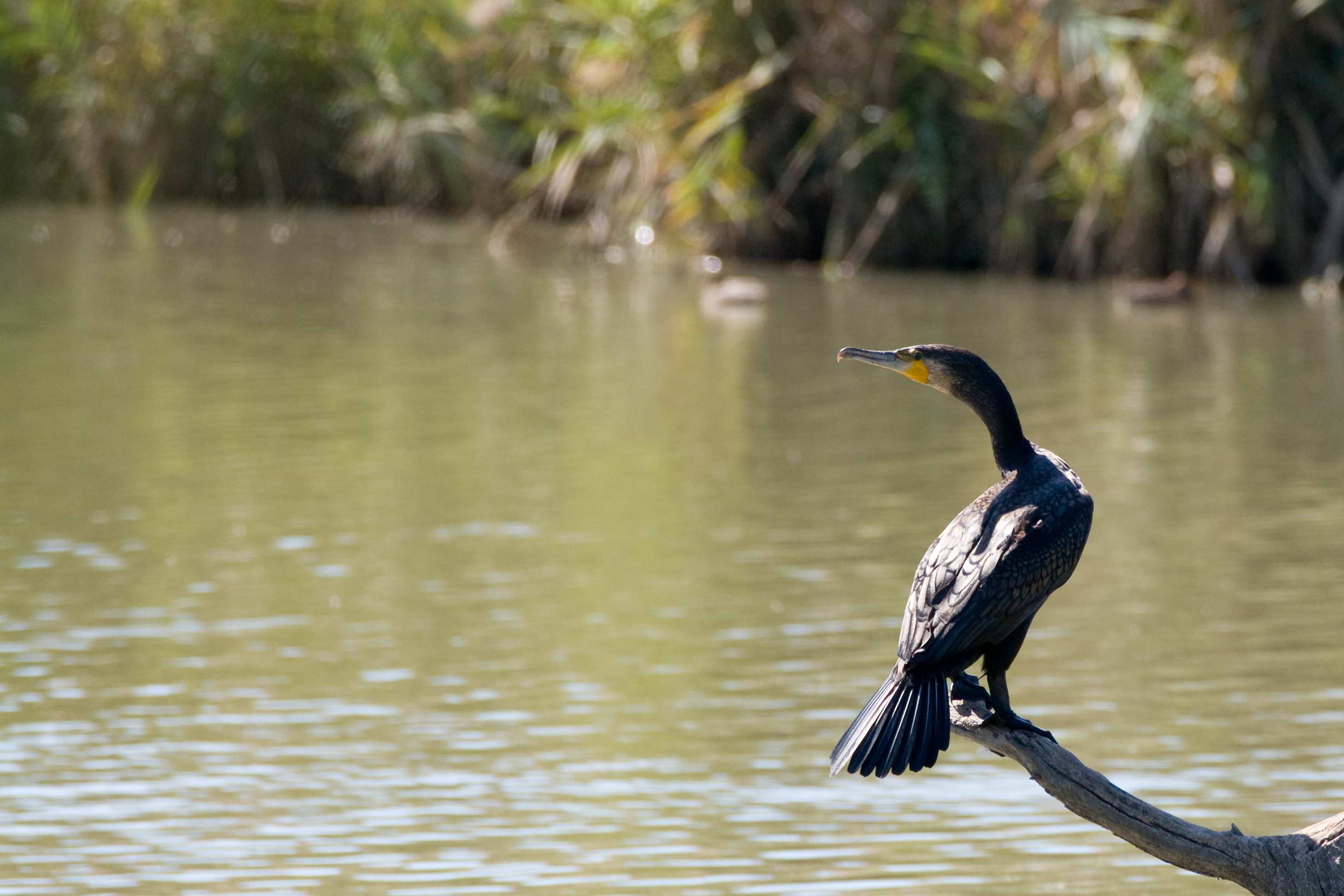
Un cormorano nella riserva
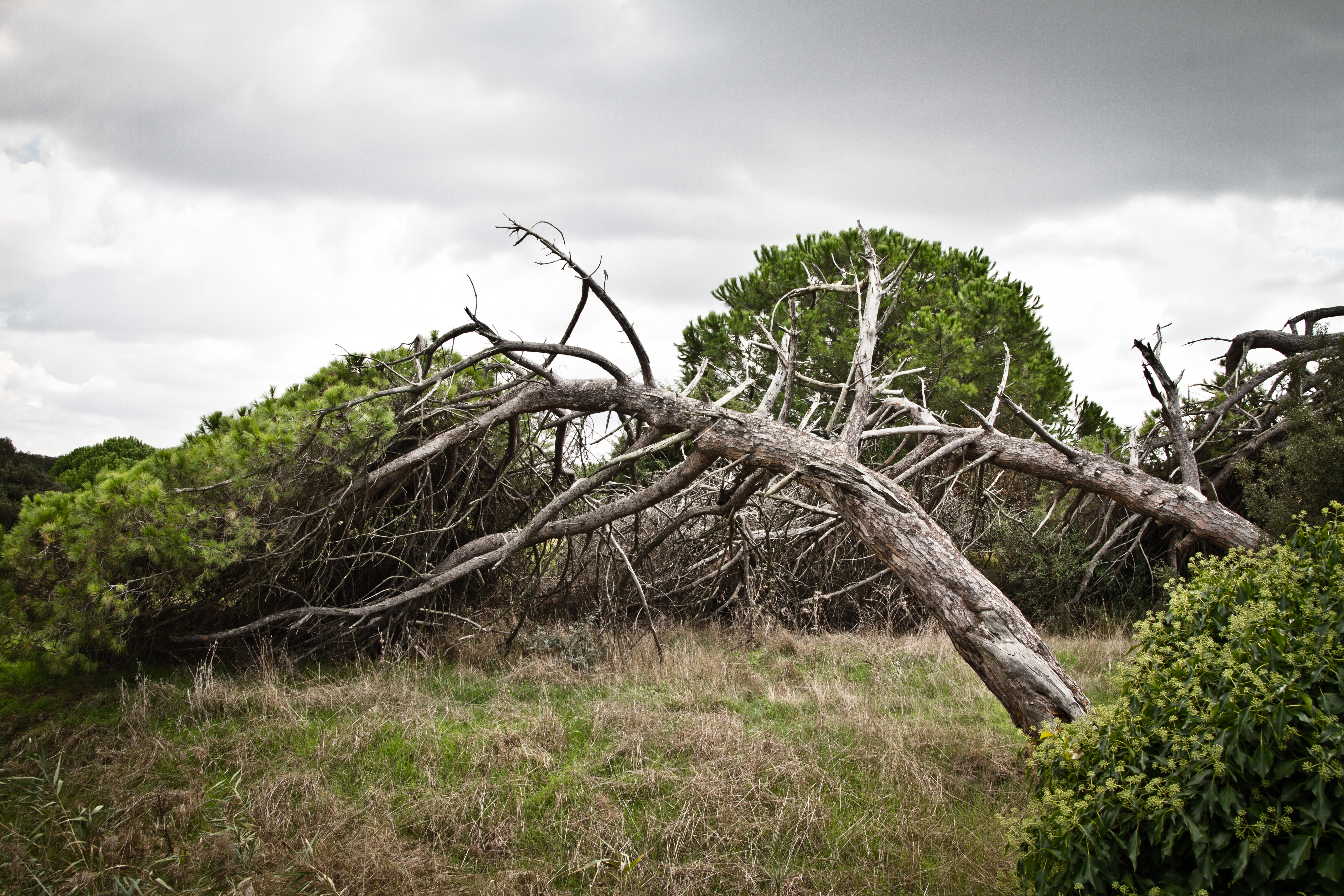
La rabbia del vento
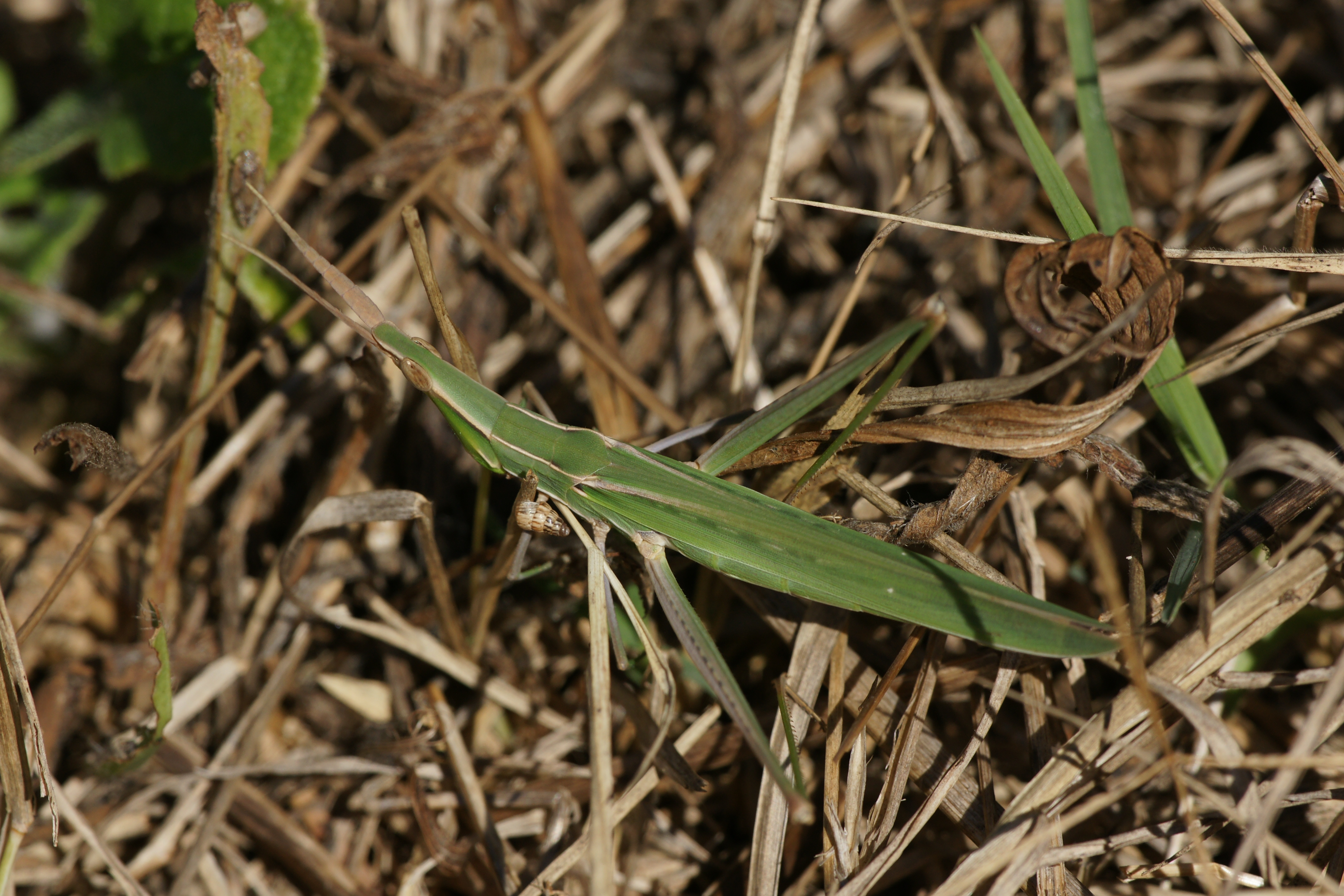
Un esempio di mimetismo